# ジョシュア・オッペンハイマー (映画監督)

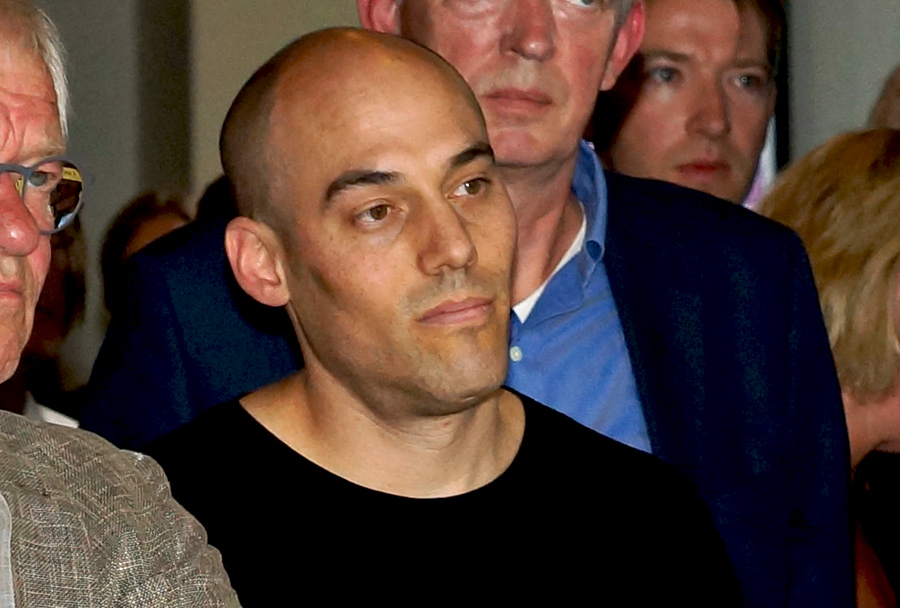
オッペンハイマー （2013年）

ジョシュア・オッペンハイマー （Joshua Oppenheimer, 1974年9月23日 - ） は、アメリカ合衆国の映画監督。

## 来歴
1974年9月23日、テキサス州オースティンでドイツ系のユダヤ人の家庭に生まれる。彼の両親は幼いころにナチスのホロコーストで親族を失ったために、一家で命がけでドイツからアメリカに逃れた。
ハーバード大学とセントラル・セント・マーティンズで映画製作を学んだ。1995年から2008年にかけて10本の短編映画を製作。1997年の『The Entire History of the Louisiana Purchase』はシカゴ国際映画祭で短編部門のグランプリを受賞した。
2012年、初の長編となるドキュメンタリー映画『アクト・オブ・キリング』を発表。1965年にインドネシアで発生した軍事クーデターでの大量虐殺を加害者の視点で描き、アカデミー賞長編ドキュメンタリー映画賞にノミネートされるなど世界的に評価された。2014年、前作で扱った事件を被害者の視点から描いた続編『ルック・オブ・サイレンス』を発表。第71回ヴェネツィア国際映画祭のコンペティション部門に出品され、審査員大賞や国際映画批評家連盟賞など5つの賞を受賞した。

## 作品

### 長編
- The Globalisation Tapes （2003年） ビデオ映画。クリスティーヌ・シンと共同監督
- アクト・オブ・キリング The Act of Killing （2012年）
- ルック・オブ・サイレンス（英語版） The Look of Silence （2014年）

### 短編
- Hugh （1995年）
- These Places We've Learned to Call Home （1996年）
- The Challenge of Manufacturing （1997年）
- The Entire History of the Louisiana Purchase （1997年）
- A Brief History of Paradise as Told by the Cockroaches （2003年）
- Market Update （2003年）
- Postcard from Sun City, Arizona （2004年）
- Muzak: a tool of management （2004年）
- Show of Force （2007年）
- Several Consequences of the Decline of Industry in the Industrialised World （2008年）